# Геррада Ландсбергська

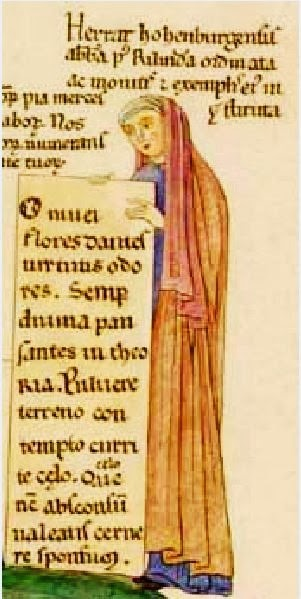
Геррада Ландсбергська. Автопортрет з книги Hortus deliciarum, бл. 1180

Герарда Ландсбергська (нім. Herrad von Landsberg або нім. Herrad von Hohenburg, лат. Herradis Landsbergensis, 1130, Ландсберг — 25 липня 1195, Гогенбург) — ельзаська черниця, письменниця і художниця.

## Життєпис

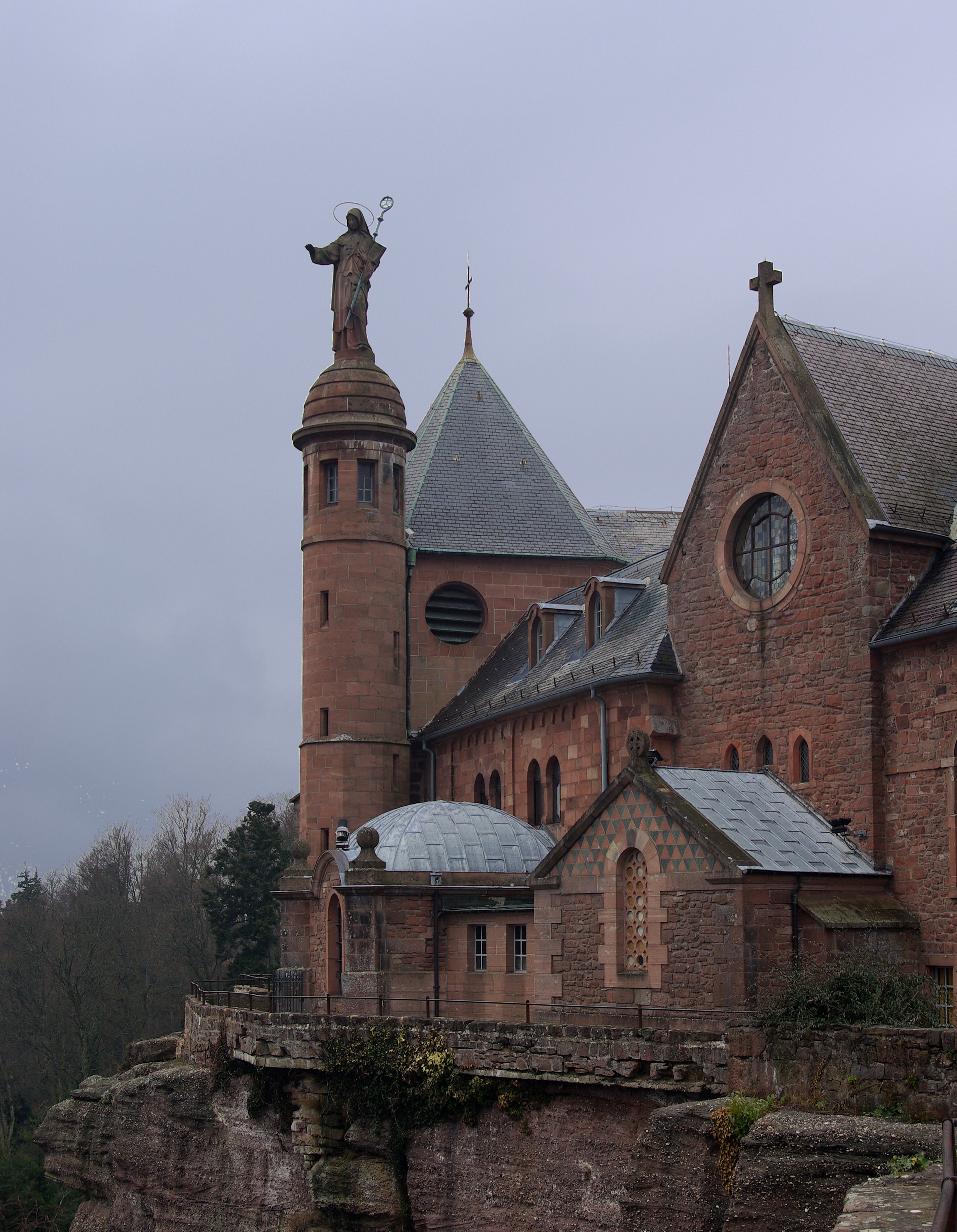
Монастир на горі Святої Оділь

Належала до знатної ельзаської сім'ї. Народилася в Ландсбергському замку. У 1167 році стала абатисою монастиря. Трохи раніше — у 1165 році почала роботу над своєю книгою «Сад насолод». Всі науки, які вивчали в той час, включаючи теологію, знайшли своє зображення в цьому тексті. Головна цінність рукопису — 336 ілюстрацій. Після смерті Герради Ландсбергської рукопис довгий час зберігалася в монастирі.
Приблизно під час Французької революції книга потрапила в муніципальну бібліотеку Страсбурга. У 1818 році Енгельхардт скопіював мініатюри, які містились в книзі. Крім того, пізніше була зроблена копія тексту. В 1879–1899 роках книга була опублікована Штраубом і Келлером. На жаль, оригінал книги був втрачений під час пожежі бібліотеки в Страсбурзі в 1870 році.

## Творчість
В епоху Середньовіччя в жіночих монастирях у черниць було більше свободи у виборі занять, бо над ними не нависав чоловік, а доступ до духовних цінностей був полегшений (монастирські бібліотеки, духовна література, монастирські школи). Абатиса з Ельзасу Геррада Ландсбергська, яку вважають однією із зачинательок дамського роману (XII століття) писала твори морального і філософського характеру (зокрема, описують становище людини у всесвіті)..
Вона є авторкою ілюстрованої енциклопедії «Сад утіх» (лат. Hortus deliciarum), до якої створила близько трьохсот ілюстрацій.

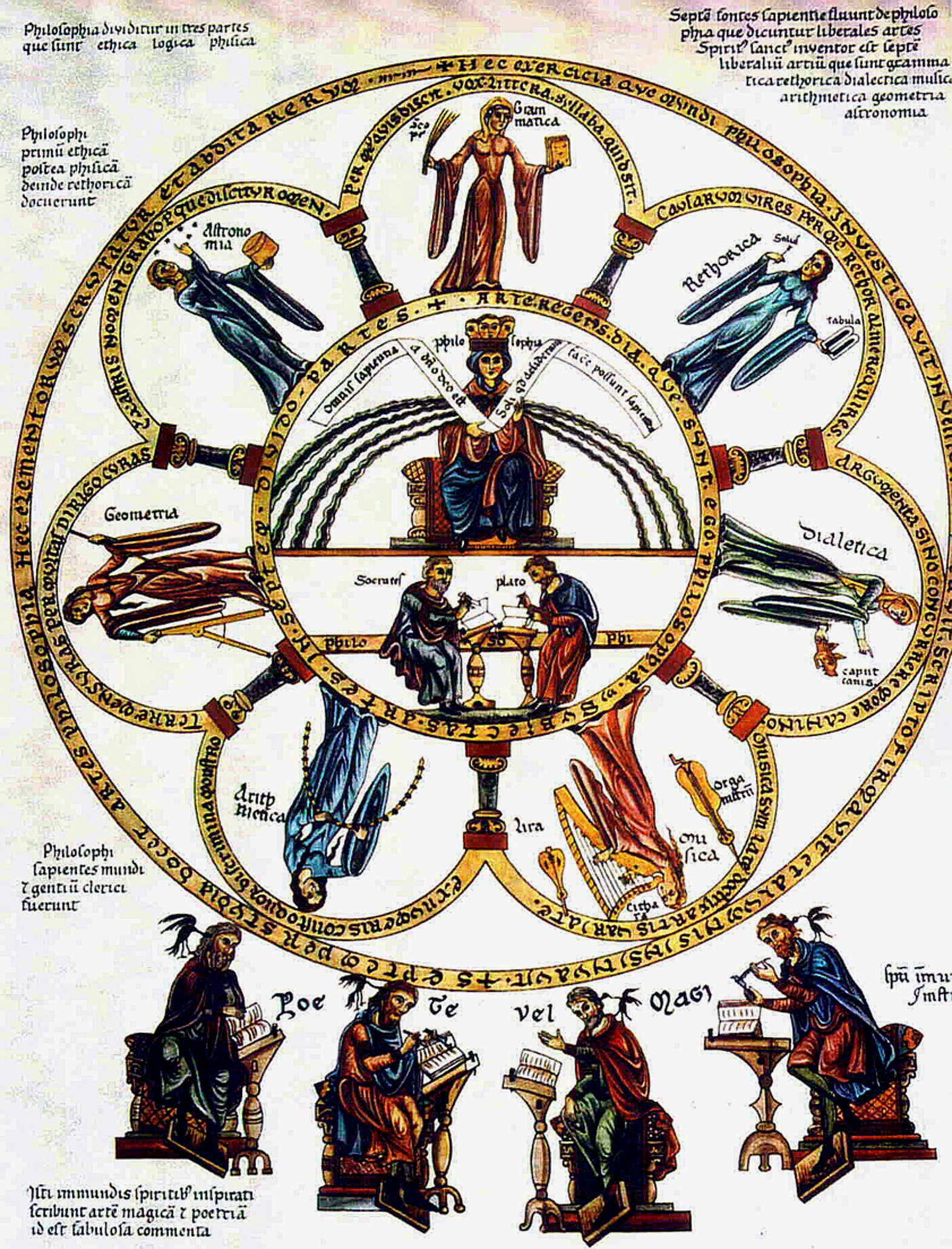
Сім вільних мистецтв, з книги «Сад утіх»

| «У готичну епоху емоційність повільно вибиралася з лісу символів, куди її завело Раннє Середньовіччя. Якщо поглянути на мініатюри середини XII ст., Що прикрашали «Сад насолод» Герарди Ландсбергської - на жаль, це копії з оригіналів, які загинули в 1870 р., - то ми побачимо жниваря, орача, лялькаря ... Художник явно постарався зобразити життя, людей, предмети такими, якими вони були насправді. Тут зображена євангельська притча про пшеницю і кукіль, вирок людині, зобов'язаній після гріхопадіння трудитися в поті чола свого; зображений Соломон, котрий розглядає світ, як театр маріонеток, і вигукує: «Суєта суєт - все суєта!» Але якщо щось і нагадує нам про джерело сюжетів, то це лише незначні деталі: наприклад, ангел, засунутий на мініатюрі кудись в куток. Навпаки, все в творі говорить про те, що художник серйозно ставився до видимого світу і цей світ доставляв йому задоволення. Зменшення значення символів, відступ їх вперед реальністю, яка сприймає почуттями - все це свідчить про глибоку зміну в системі сприйняття. Набувша впевненості людина споглядала світ, як Бог після шести днів творіння, і знаходила його прекрасним і добрим. Готичне мистецтво - це довіра.» — Ле Гофф Ж. Цивілізація середньовічного Заходу.[6] |

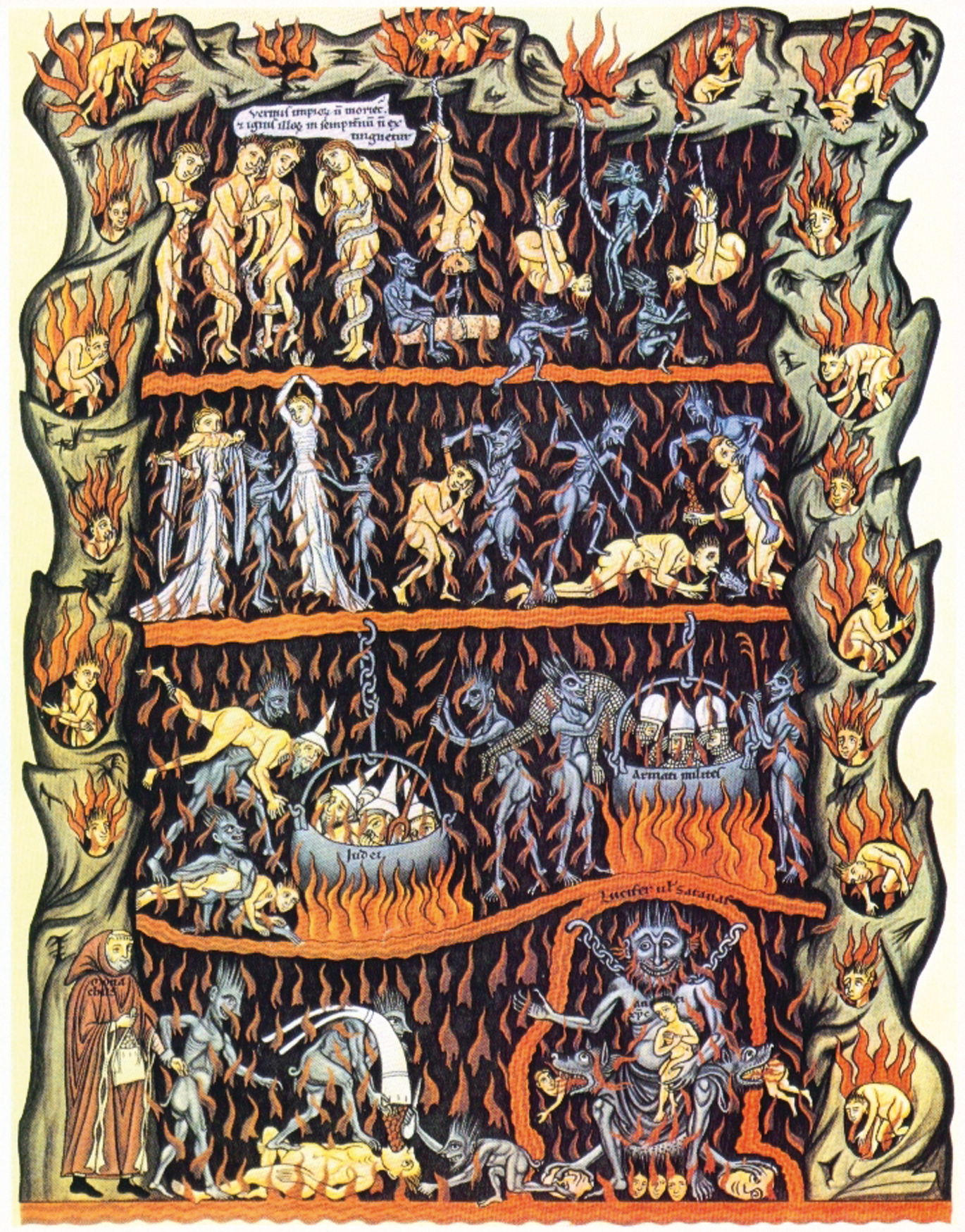
Пекло, з книги «Сад утіх»

Серед них — зображення «семи вільних мистецтв». Це зображення можна проінтерпретувати як образ тотальної репресивної машини, яка є продуктом репресованої сексуальності (насолодою оголошується любов до знання). Цей малюнок висловлює поєднання влади, мистецтва і науки. В центрі зображення — фігура Філософії, наділена всіма атрибутами панування, і фігури Сократа і Платона, зображених як засновників ілюзій, що обслуговують панівний клас суспільства.
Крім того, Геррада Ландсбергська ілюструвала Апокаліпсис. Зокрема, вона зобразила сюжети історії про Вавилонську блудницю та Жінку, зодягнену в сонце.
| «На одній з мініатюр, що прикрашали твір ельзаської абатиси Герради Ландсбергської, людина - мікрокосмос оточена планетами і чотирма світовими елементами (вогонь, вода, земля, повітря). Аналогія мікрокосму і макрокосму лежить в самому фундаменті середньовічної символіки, бо природа розумілася як дзеркало, в якому людина може споглядати образ божий».[6] — Гуревич А. Я. Категорії середньовічної культури. |